# Danijel Čotar
Danijel (Danilo) Čotar, slovenski agronom, publicist, kulturno prosvetni delavec, * 22. januar 1943, Tabor pri Dornberku.

## Življenje in delo
Danilo Čotar se je rodil pri Dornberku, oče je bil Jožef, kmet, vrtnar in organist in mati Zofija Terčon, kmetica.
Že kot dijak na srednji šoli je objavljal prispevke v Literarnih vajah in sodeloval pri Radiu Trst A. Po letu 1972 pa je začel sodelovati z listi Gospodarstvo in Novi List, sodeloval je mnogo let s Koledarjem Goriške Mohorjeve družbe, kjer je objavljal strokovne članke. Strokovne članke je objavljal tudi v italijanskih kmetijskih revijah. Jeseni 1978 je s strokovnimi in kulturnimi prispevki začel sodelovati s skupino za slovenske oddaje pri gorški zasebni radijski postaji Radio popolare - Ljudski radio, skupaj z drugimi slovenskimi člani je leta 1983 prejel Černetovo nagrado za oddajanje v slovenskem jeziku. Leta 1993 je v Gorici kot ustanovni član pristopil k zadrugi, ki je delovala v okviru Mohorjeve družbe in postal predsednik nadzornega odbora zadruge.
Danilo Čotar je bil od leta 1971 do razpusta 1978 član in odbornik SKAD - Slovensko katoliško akademsko društvo. Leta 1975 je od msgr. Franca Močnika oziroma Katoliškega tiskovnega društva (KTD) Čotar prejel ključe in postal upravitelj koče Sv. Jožefa v Žabnicah. To plemenito poslanstvo (ki seveda zahteva precej truda, dobre volje in ne nazadnje tudi stroškov, saj koča ni v Gorici za vogalom), za “božji lon in narodov blagor” izredno skrbno, vestno in natančno je opravljal Čotar več kot štirideset let. Čotar je tudi podporni član organizacije Amnesty International od leta 1976 (med prvimi goriškimi Slovenci) in naravovarstvenih organizacij WWF in LIPU. Aktivno sodeluje pri pobudah svetovnega obsega za reševanje političnih jetnikov in ogroženih živalskih vrst.
Leta 2016 je Danilo Čotar prejel priznanje Kazimir Humar, ki ga podeljujejo Zveza slovenske katoliške posvete, Kulturni center Lojze Bratuž in Združenje cerkvenih pevskih zborov Gorica.

## Knjige
- Domače sirarstvo za zabavo in zares[6]
- Domače sirarstvo za zabavo in zares (2. dopolnjena izdaja)[7]
- Ptičje kvatre[8]
- Ptičje kvatre 2[9]

Obe knjigi Ptičje kvatre sta prejeli nagrado za kakovost Zlata hruška.